# Hanne Eilertsen
Hanne Kjøll Eilertsen (* 23. März 1999 in Daegu) ist eine norwegische Snowboarderin. Sie startet in den Freestyledisziplinen.

## Werdegang
Eilertsen nimmt seit 2013 an Wettbewerben der Ticket to Ride World Snowboard Tour und der FIS teil. Dabei errang sie in der Saison 2013/14 den zweiten Platz im Slopestyle bei den Burton European Junior Open in Laax und den ersten Platz beim Trentino Rookie Fest in Monte Bondone. Im März 2015 wurde sie norwegische Juniorenmeisterin im Big Air. Bei den Olympischen Jugend-Winterspielen 2016 in Lillehammer kam sie auf den 16. Platz im Slopestyle. Im März 2016 siegte sie im Big Air bei den norwegischen Juniorenmeisterschaften und im Slopestyle bei den norwegischen Meisterschaften. Im selben Monat belegte sie bei den Snowboard-Weltmeisterschaften 2016 in Yabuli den 20. Platz im Slopestyle. In der Saison 2016/17 siegte sie im Slopestyle beim Pleasure Jam in Schladming und beim Norgescup Slopestyle in Vierli. Zudem errang sie beim Spring Battle in Flachauwinkl den dritten Platz im Slopestyle und bei den Snowboard-Weltmeisterschaften 2017 in Sierra Nevada den neunten Platz im Slopestyle. Ihr Debüt im Snowboard-Weltcup hatte sie im Januar 2017 auf der Seiser Alm, welches sie auf dem 27. Platz im Slopestyle beendete. Ende März 2017 wurde sie norwegische Juniorenmeisterin im Slopestyle. In der Saison 2019/20 kam sie mit vier Top-Zehn-Platzierungen, auf den 18. Platz im Freestyle-Weltcup und auf den vierten Rang im Slopestyle-Weltcup. Bei den Snowboard-Weltmeisterschaften 2021 belegte sie den 16. Platz im Slopestyle sowie den 14. Rang im Big Air und bei den Olympischen Winterspielen 2022 in Peking den 27. Platz im Big Air sowie den 16. Rang im Slopestyle.